# شماس
الشَمَّاس أو الشدياق هو خادم الكنيسة المسيحية.

## معنى كلمة شماس
شماس هي كلمة سريانية وتقال باليونانية (دياكونوس - diakonos) وفي القبطية (ريف شمشى), جميعها تعني (خادم) والفعل اليوناني منها هو(دياكونيو- diakoneo) معناه يخدم وقد استخدمت في اليونانية الكلاسيكة للدلالة على خدمة المعابد.

## من هو الشماس
الشماس هو خادم الكنيسة وهو من يقوم بمعاونة الكاهن في أداء الخدمات الدينية والصلوات الكنسية، وقد ورد ذكر وظيفة الشماس لأول مرة في سفر أعمال الرسل (أعمال الرسل 6). حيث تم اختيار عدد من المؤمنين واشترطت فيهم اشتراطات معينة للقيام بعدد من الخدمات، وكانت الخدمة الاجتماعية هي أولى مسؤولياتهم للحد من انشغال الرسل الأوائل بالخدمة الدنيوية على حساب الخدمة الدينية الروحانية والخدمة الكرازية، ثم تحولت تلك الوظيفة إلى رتبة من رتب الخدمة الكهنوتية وهي (الشموسية).

## رتبة الشماسية
- هي ادنى الرتب الكهنوتية الثلاث في الكنيسة وتعلوها على الترتيب رتبة (القسيسية- قس) ثم رتبة (الاسقفية-أسقف)، ويعرف أصحاب تلك الرتب بالإكليروس، وهي كلمة يونانية يقصد بها خدام الكنيسة من اساقفة وقساوسة وشمامسة.
- كما تنقسم رتبة الشماسية نفسها إلى خمسة درجات كل منها لها صلاحياتها ودورها في الخدمة، وهي بالترتيب التصاعدى كالتالى :

1. الابصالتس (المرتل): وعمله الترتيل وحفظ الالحان.
2. الاناغنوستيس (قارئ): وعمله تلاوة القراءات اليومية في الكنيسة، تلاوة أسماء الاباء البطاركة الذين رقدوا في الرب، التسبيح وترديد الالحان، الوعظ والتعليم.
3. الايبودياكون (مساعد الشماس): وعمله ايقاد سرج الكنيسة، حفظ كتب الكنيسة وثياب الكهنة والخدام، تعمير المجامر، يساعد الشماس (الدياكون) وينوب عنه إذا دعت الحاجة، إلى جانب كل مهام الاغنسطس
4. الشماس (الدياكون): إلى جانب الوظائف السابقة فيقوم الدياكون بالتنبيه على المصلين ببدء الصلوات وحفظ النظام والسكون أثناء الصلاة، تنظيف الهيكل وترتيب المذبح، قراءة الإنجيل في القداس الالهى، خدمة الارامل والمرضى والمحتاجين، الوعظ والتعليم، يتلو المردات من داخل الهيكل، يشترك مع الكاهن في جميع الصلوات الطقسية الأخرى كالعماد واللقان..
5. الارشيدياكون (رئيس الشمامسة):لا يقل عمره عن 28 سنة وان يكون ملما بكل وظائف المرتل والاغنسطس والايبودياكون والدياكون وعمله يرأس جميع الرتب الشماسية ويدبر امورها ويحدد لها اعمالها، في حالة الضرورة يمكنه المساعدة في التناول بأذن من الكاهن.

## صور

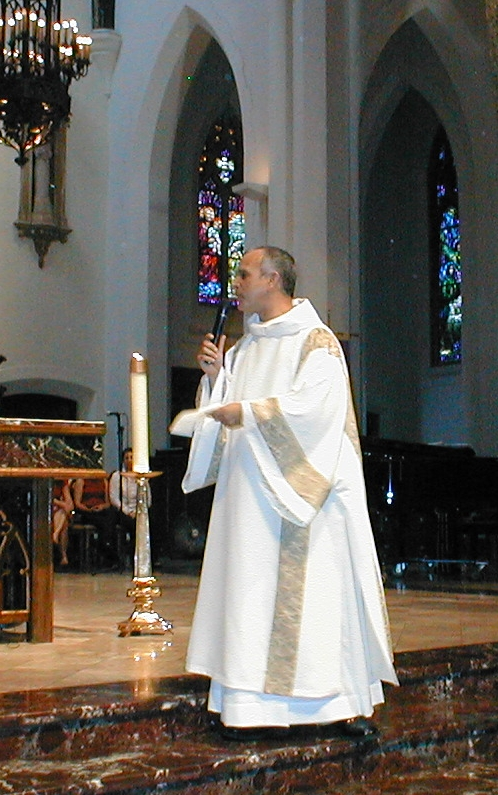
شمّاس كاثوليكي
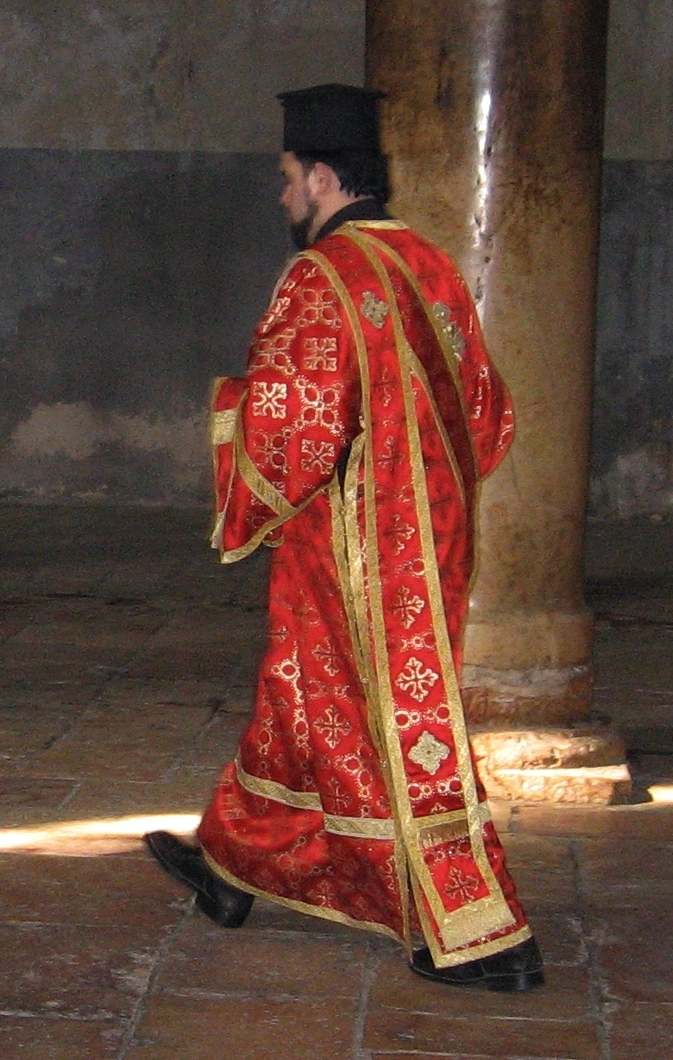
شمّاس أرثوذكسي
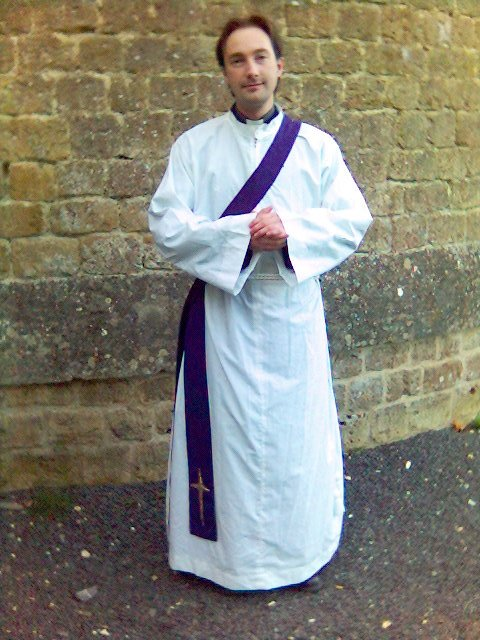
شمّاس أنجليكاني